# Вигглер

Вигглер Хальбаха

Ви́гглер (от wiggle с англ. — «вихлять, изгибаться, ёрзать») — устройство для генерации синхротронного излучения в электронном накопителе-синхротроне.
Вигглер, помещённый в резонатор (например, два параллельных зеркала резонатора Фабри — Перо), — простейшее устройство лазера на свободных электронах.
Иногда вигглеры устанавливают в накопители для управления степенью затухания бетатронных и синхротронных колебаний частиц пучка.

## Описание
Вигглер представляет собой массив магнитов, создающий сильное поперечное (как правило, вертикальное) знакопеременное магнитное поле. Его можно представить себе как последовательность коротких дипольных магнитов, полярность каждого следующего из которых противоположна предыдущему. Вигглер устанавливается в прямолинейный промежуток электронного синхротрона, и ультрарелятивистский пучок проходит в нём по извилистой траектории, близкой к синусоиде, излучая фотоны в узкий конус вдоль оси пучка.
Магниты, из которых собран вигглер, могут быть обычными электромагнитами, сверхпроводящими, либо постоянными. Типичное магнитное поле вигглера в максимумах — до 10 тесла. Мощность получаемого синхротронного излучения — до сотен кВт — зависит как от тока пучка, так и от напряжённости магнитного поля, а также от количества полюсов вигглера (от трёх до нескольких десятков). Типичный диапазон длин волн синхротронного излучения, генерируемого вигглером, — от жёсткого ультрафиолета до мягкого рентгена, хотя существуют вигглеры с энергией генерируемых квантов до нескольких МэВ.

## Теория
Режим работы вигглера зависит от постоянной {\displaystyle k:}
{\displaystyle k={\frac {eBl}{2\pi mc}},}
где {\displaystyle e} — заряд электрона,
{\displaystyle B} — напряжённость магнитного поля,
{\displaystyle l} — период изменения магнитного поля вдоль оси,
{\displaystyle m} — масса электрона,
{\displaystyle c} — скорость света.
Если {\displaystyle k\ll 1,} то есть амплитуда осцилляций мала, и синхротронное излучение интерферирует, спектр излучения узкий. Такого рода устройства называют ондуляторами. Собственно вигглер характеризуется {\displaystyle k\gg 1}, спектр его излучения значительно шире, излучение от каждого периода колебаний электрона складывается некогерентно.